# أدريانوا جيانوني
أدريانوا جيانوني (بالإيطالية: Adriano Giannini)‏ هو منتج أفلام وكاتب سيناريو ومخرج وممثل إيطالي، ولد في 22 ديسمبر 1971 بروما في إيطاليا. من الجوائز التي نالها جائزة راتزي لأسوأ ثنائي/ فريق عمل ‏ سنة 2002.

## أعمال

### أفلام
- (2003)  أسطورة البحار السبعة[2][3]
- (2004) أوشن 12[4]
- (2011) داي أوف ذا فالكون[5]

## جوائز وترشيحات
جوائز
- جائزة راتزي لأسوأ ثنائي/ فريق عمل [الإنجليزية]‏ (2002)

ترشيحات
- جائزة راتزي لأسوأ ممثل [الإنجليزية]‏ (2002)

## وصلات خارجية
- أدريانوا جيانوني على موقع IMDb (الإنجليزية)
- أدريانوا جيانوني على موقع ألو سيني (الفرنسية)
- أدريانوا جيانوني على موقع أول موفي (الإنجليزية)
- أدريانوا جيانوني على موقع قاعدة بيانات الفيلم (الإنجليزية)
- أدريانوا جيانوني على موقع كينوبويسك (الروسية)